# Anna (księżniczka królewska)
Anna, księżniczka królewska (Anne Elizabeth Alice Louise, ur. 15 sierpnia 1950 w Clarence House w Londynie) – księżniczka Zjednoczonego Królestwa Wielkiej Brytanii i Irlandii Północnej z dynastii Windsorów, księżniczka królewska, córka królowej Elżbiety II i jej męża, Filipa, księcia Edynburga; znajduje się w linii sukcesji brytyjskiego tronu; reprezentantka Wielkiej Brytanii na letnich igrzyskach olimpijskich (1976) w jeździectwie.
Urodziła się w Londynie jako drugie dziecko i jedyna córka Filipa, księcia Edynburga i Elżbiety II, królowej Zjednoczonego Królestwa. Poprzez swojego przodka, Jana Wilhelma Friso, księcia Oranii, spokrewniona jest ze wszystkimi rodzinami królewskimi i książęcymi panującymi w Europie. Od urodzenia nosiła tytuł Jej Królewskiej Wysokości Księżniczki Anny z Edynburga. W 1952, kiedy jej matka wstąpiła na tron, znana była jako Księżniczka Anna. W 1987 otrzymała tytuł Księżniczki Królewskiej, przysługujący najstarszej córce brytyjskiego monarchy.
W 1968 ukończyła Benenden School w Kent w Anglii.
W 1973 poślubiła Marka Phillipsa, z którym ma dwoje dzieci: Petera Phillipsa (ur. 1977) i Zarę Tindall (ur. 1981). Małżeństwo zakończyło się rozwodem w 1992. W 1992 poślubiła Timothy’ego Laurence’a.
Uprawia jazdę konną. W 1976 została pierwszą członkinią brytyjskiej rodziny królewskiej, która wzięła udział w letnich igrzyskach olimpijskich. Jest dwukrotną indywidualną mistrzynią świata w tej dyscyplinie (1971, 1975) i mistrzynią drużynową (1975). W 1971 otrzymała nagrodę Sportowej Osobowości Roku BBC. W latach 1987–1993 pełniła funkcję prezydenta Międzynarodowej Federacji Jeździeckiej. Od 1988 jest członkinią Międzynarodowego Komitetu Olimpijskiego.
20 marca 1974 w Londynie doszło do próby porwania księżniczki, kiedy razem z mężem wracała samochodem do Pałacu Buckingham. Był to pierwszy przypadek tego rodzaju zdarzenia w brytyjskiej rodzinie królewskiej.
W 2002 została pierwszą członkinią brytyjskiej rodziny królewskiej w dziejach, która została oskarżona w sprawie sądowej – odpowiedziała za to, że jej pies zaatakował dwoje dzieci. Została ukarana finansowo.
Zaangażowana jest w działalność publiczną i charytatywną. Reprezentowała swoją matkę w oficjalnych wystąpieniach i patronuje wybranym organizacjom. W 2017, 2018 i 2019 wzięła udział w największej liczbie publicznych wystąpień spośród wszystkich członków rodziny królewskiej.
Mieszka w Gatcombe Park w Gloucestershire, a jej biuro znajduje się w Pałacu Świętego Jakuba w Londynie.

## Powiązania rodzinne i edukacja
Księżniczka Anna urodziła się 15 sierpnia 1950 w Clarence House w Londynie o godzinie 11:50.
Jej rodzicami byli Filip, książę Edynburga, potomek greckiej oraz duńskiej rodziny królewskiej, i jego żona, Elżbieta II, królowa Zjednoczonego Królestwa, pochodząca z brytyjskiej dynastii Windsorów.
Jej dziadkami byli ze strony ojca Andrzej, książę Grecji i Danii, i jego żona, Alicja z dynastii Battenbergów; natomiast ze strony matki Jerzy VI, król Zjednoczonego Królestwa, cesarz Indii i jego małżonka, Elżbieta, królowa-matka, urodzona jako lady Bowes-Lyon.
Ma trzech braci: Karola III, króla Zjednoczonego Królestwa, Andrzeja, księcia Yorku i Edwarda, księcia Edynburga.
Księżniczka otrzymała imiona: Anna (została trzecią brytyjską księżniczką urodzoną po 1714 roku, której nadano to imię, i zaledwie drugą, dla której było to imię pierwsze), Elżbieta (na cześć matki i babki ze strony matki), Alicja (na cześć babki ze strony ojca), Ludwika (imię popularne w rodzinie królewskiej).

### Religia
Została ochrzczona w obrządku kościoła anglikańskiego w Pokoju Muzycznym Pałacu Buckingham 21 października 1950. Ceremonii przewodniczył arcybiskup Yorku, Cyril Garbett. Rodzicami chrzestnymi księżniczki zostali: 1. hrabia Mountbatten (wuj ojca), księżna Hohenlohe-Langenburg (siostra ojca), Andrew Elphinstone (kuzyn matki) i hrabina Athlone (krewna matki).
Jest matką chrzestną przynajmniej siedmiu osób:
- Philip, dziedziczny książę Hohenlohe-Langenburg (ur. 1973), syn księcia i księżnej Hohenloje-Langenburg;
- Haakon Magnus, książę koronny Norwegii (ur. 1973), syn króla i królowej Norwegii;
- Alice McVittie (ur. 1976), córka przyjaciół księżniczki;
- Peter, dziedziczny książę Jugosławii (ur. 1980), syn księcia koronnego i księżnej koronnej Jugosławii;
- Lucy Margot Therese Cameron (ur. 1980);
- lady Eloise Anne Elizabeth Anson (ur. 1981);
- Kelly Louise Doreen Knatchbull (ur. 1988).

### Edukacja
Zgodnie z ówczesną tradycją, początkowe etapy edukacji księżniczki obejmowały domowe lekcje, prowadzone przez guwernantkę.
Od 1959 do 1963 należała do Girl Guides.
W 1968 ukończyła Benenden School w Kent.

## Kariera sportowa
Anna rozpoczęła treningi jeździeckie w 1965 roku.
W marcu 1971 zmuszona była do wycofania się z zawodów jeździeckich w Crookham, których była liderką, z powodu upadku z konia Purple Star, który odmówił przeskoczenia przeszkody.
W tym samym roku została indywidualną mistrzynią Europy w czasie zawodów w Burghley; jej koń nazywał się Doublet.
We wrześniu 1973 brała udział w mistrzostwach Europy w Kijowie, ale pomimo zajęcia pierwszego miejsca w zawodach zmuszona była do wycofania się po upadku z konia. Anna złamała obojczyk. Wydarzenie zainspirowało powstanie piosenki Księżniczka Anna spadła z konia Agnieszki Osieckiej, którą wykonywały Maryla Rodowicz i Ewa Bem.
W kwietniu 1976 zakwalifikowała się do udziału w letnich igrzyskach olimpijskich w Montrealu w jeździectwie jako pierwsza członkini brytyjskiej rodziny w historii.
19 października 1991 ukazała się biografia księżniczki, zatytułowana Riding Through My Life, którą współtworzyła z Ivorem Herbertem.
Córka księżniczki, Zara Phillips, również zawodowo uprawia jeździectwo. W 2012 została pierwszą potomkinią brytyjskiej rodziny królewskiej, która wywalczyła medal olimpijski. Phillips odebrała w Londynie srebrny krążek z rąk matki.

## Członkini rodziny królewskiej
Jako córka brytyjskiego monarchy, Anna uprawniona jest do używania tytułu Jej Królewskiej Wysokości Księżniczki Anny. Po urodzeniu nosiła tytuł księżniczki Anny z Edynburga, zgodnie z tytułem swoich rodziców. Sytuacja zmieniła się w 1952 po wstąpieniu królowej Elżbiety II na tron. W 1987 królowa nadała Annie tytuł księżniczki królewskiej, przysługujący najstarszej córce brytyjskiego monarchy pod warunkiem, że nie żyją już inne kobiety noszące ten tytuł. Poprzednią osobą tytułowaną w ten sposób była księżniczka Wiktoria Aleksandra Alicja Maria, hrabina Harewood, ciotka królowej Elżbiety; natomiast kolejną kandydatką jest księżniczka Karolina z Cambridge, w przypadku objęcia tronu przez księcia Wilhelma. W okresie swojego pierwszego małżeństwa księżniczka nosiła dodatkowy tytuł pani Mark Phillips.
6 lutego 1952 zmarł dziadek księżniczki, król Jerzy VI, wobec czego jej matka została królową Zjednoczonego Królestwa i przyjęła imię Elżbieta II. Księżniczka nie uczestniczyła w koronacji matki ze względu na swój młody wiek.
W swoim pierwszym oficjalnym wystąpieniu w 1969 księżniczka Anna otworzyła centrum edukacyjne i treningowe w Shropshire.
W lipcu 1979 przebywała wraz z mężem z prywatną wizytą u tajskiej rodziny królewskiej.
Została sportretowana w serialu komediowym The Windsors, w rolę Anny wcieliła się Vicki Pepperdine.

### Działalność społeczna i charytatywna
W 1981 została kanclerzem Uniwersytetu Londyńskiego, zastępując w pełnieniu tej funkcji swoją babkę, królową matkę.
W 1981 powołała The Princess Royal Trust for Carers, organizację, która zajmuje się opieką domową nad osobami niepełnosprawnymi.
30 marca 2011 została kanclerzem Uniwersytetu Edynburskiego, zastępując na tym stanowisku swojego ojca.

### Oficjalne wizyty zagraniczne
W 1954, 2004 i 2009 odwiedzała Gibraltar – druga wizyta miała służyć złagodzeniu napiętych relacji pomiędzy Wielką Brytanią a Hiszpanią, które toczą spór o to terytorium.
W 1969 towarzyszyła matce w stanowej wizycie do Austrii.
W 1970 po raz pierwszy gościła w Australii, towarzysząc rodzicom w dyplomatycznej wyprawie; ponownie poleciała do tego kraju w 2009.
W czerwcu 1973 przeprowadzała oficjalną wizytę w Niemczech.
18 czerwca 1982 została pierwszą członkinią rodziny królewskiej, która odwiedziła Denver.
W listopadzie 1987 reprezentowała królową w czasie wizyty w Singapurze.
W 1990 jako pierwsza brytyjska księżniczka w historii pojechała do Związku Radzieckiego, gdzie została przyjęta przez Michaiła Gorbaczowa.
W 1991 przebywała z wizytą dyplomatyczną w Polsce.
W lipcu 2004 przez trzy dni przebywała w Kenii.
W 2005 udała się na Brytyjskie Wyspy Dziewicze, do Jamajki, Luksemburga, Chin i Indonezji.
W lutym 2006 ponownie przybyła do Polski, gdzie została przyjęta przez pierwszą damę, Marię Kaczyńską. W dalszej części roku przeprowadzała oficjalne wizyty na Bermudach, w Nowej Zelandii, Australii i Afganistanie.
W 2015 i 2019 odbyła wizyty dyplomatyczne na wyspę Man.
W październiku 2016 reprezentowała królową w Malezji.
W lipcu 2017 uczestniczyła w oficjalnej wizycie króla i królowej Hiszpanii do Wielkiej Brytanii.
W czerwcu 2018 poleciała z jednodniową wizytą do Toronto.
W czerwcu 2019 brała udział w bankiecie z okazji przyjazdu do Londynu prezydenta Stanów Zjednoczonych.

### Próba porwania
20 marca 1974 roku księżniczka Anna i jej mąż wracali z wydarzenia charytatywnego do Pałacu Buckingham. Ich samochód został zatrzymany przez Iana Balla, który jechał tuż przed nimi. Niedoszły porywacz postrzelił ochroniarza Anny i policjanta, inspektora Jamesa Beatona, jej kierowcę Alexa Callendera i dziennikarza Briana McConnella, który był świadkiem zdarzenia i próbował interweniować, oraz Michaela Hillsa. Przechodzący tamtędy bokser Ron Russell zaatakował Balla, co pozwoliło księżniczce uciec. Wszyscy czterej mężczyźni zostali nagrodzeni medalami przez królową.
Celem Balla było uzyskanie okupu za życie Anny. Sprawca zdarzenia przebywa do tej pory w Broadmoor Hospital, psychiatrycznym szpitalu zlokalizowanym w Crowthrone w Berkshire.

### Związki z innymi rodzinami królewskimi
Księżniczka Anna spokrewniona jest ze wszystkimi rodzinami królewskimi i książęcymi, zasiadającymi na tronach europejskich państw, poprzez Jana Wilhelma Friso, księcia Oranii, żyjącego w latach 1687–1711. Jej ojciec wywodzi się z greckiej i duńskiej rodziny królewskiej, natomiast matka z rodziny brytyjskiej. Księżniczka ma wśród swoich przodków króla Danii Chrystiana IX i królową Wielkiej Brytanii Wiktorię.
Była gościem ceremonii zaślubin: Karola, księcia Walii, z lady Dianą Spencer (Londyn, 1981), Karola, księcia Walii, z Kamilą Parker-Bowles (Londyn, 2005), Jerzego Gilmana z lady Różą Windsor (Londyn, 2008), Wilhelma, księcia Cambridge, z Katarzyną Middleton (Londyn, 2011), Henryka, księcia Sussexu, z Meghan Markle (Windsor, 2018), Jacka Brooksbanka z księżniczką Eugenią z Yorku (Windsor, 2018), Tomasza Kingstona z lady Gabrielą Windsor (Windsor, 2019).
Reprezentowała dwór brytyjski w czasie uroczystości pogrzebowych Jana, wielkiego księcia Luksemburga (Luksemburg, 2019).
Uczestniczyła w obchodach 25. rocznicy ślubu wielkiego księcia Henryka i wielkiej księżnej Marii Teresy z Luksemburga (Luksemburg, 2006).

### Media
18 lipca 2013 ukazała się biografia księżniczki, zatytułowana Anne: The Private Princess Revealed, autorstwa Briana Hoey.

### Patronaty
Księżniczka Anna zaangażowana jest w działalność około trzystu organizacji, między innymi:
- Aerospace Bristol – patron od 2002;
- British Academy of Film and Television Arts – była prezydentem od 1973 do 2001;
- British Universities and Colleges Sport- patron;
- CanTRA – patron od 1986[49];
- Durrell Wildlife Conservation Trust – patron od 1972[50];
- Emerging Leaders’ Dialogues Canada – prezydent od czerwca 2011[51];
- Friends of TS Queen Mary – patron od marca 2019[52];
- Horse Charity – prezydent[53];
- Mission to Sea Farers – prezydent[54];
- Opportunity International – patron od 1998[55];
- RedR – prezydent od 1988[56];
- Royal Geographical Society – patron, zastąpiła swoją matkę[57];
- Royal National Children Foundation – patron od 2002;
- Royal Navy and Royal Marines Charity – patron od 2007[58];
- Save The Children UK – księżniczka jest prezydentem fundacji od 1970[59];
- Scottish Rugby Union – patron od 1986[60];
- The Scottish Fiddle Orchestra – patron od grudnia 1993[61];
- WISE – patron od 2000[62];
- World Horse Wellare – prezydent[63];
- YSS – patron od 2008[64];
- VSO – patron od 2005[65].

## Życie prywatne
W 1970 spotykała się z Andrew Parkerem Bowlesem, który następnie ożenił się z Kamilą Shand. Parker Bowles i Shand rozwiedli się w 1995, a w 2005 Kamila została szwagierką Anny, wychodząc za jej brata, Karola.
5 lipca 1971 księżniczka przeszła w Londynie zabieg usunięcia torbieli jajnika. W styczniu 1973 media poinformowały, że Anna jest w związku z Markiem Phillipsem, synem majora Petera Phillipsa i jego żony, Anny z domu Tiarks, mistrzem olimpijskim w jeździectwie. Mężczyzna spędził Nowy Rok w posiadłości królowej w Sandringham. Ich zaręczyny ogłoszono 29 maja.
14 listopada 1973 para zawarła związek małżeński w opactwie westminsterskim. Ceremonii przewodniczył arcybiskup Canterbury, Michael Ramsey. Księżniczka otrzymała obrączkę z walijskiego złota, podobną do tej, którą nosiły jej matka i ciotka. Królowa proponowała swojej córce i zięciowi tytuły szlacheckie, ale para się na to nie zgodziła, co oznaczało, że ich dzieci mogły być wychowane jako zwykli obywatele.
16 listopada 1977 w St. Mary’s Hospital w Londynie księżniczka urodziła syna. Chłopiec, który otrzymał imiona Piotr Marek Andrzej był pierwszym wnukiem królowej Elżbiety II i pierwszym wnukiem brytyjskiego monarchy, który przyszedł na świat bez tytułu szlacheckiego.
15 maja 1981 w tym samym szpitalu przyszła na świat córka państwa Phillips, która otrzymała imiona Zara Anna Elżbieta.
W sierpniu 1989 ogłoszono separację małżonków. W późniejszym miesiącach prasa opisywała, że Anna weszła już w relację z Timothym Laurence’em, oficerem Royal Navy, którego poznała, gdy pełnił służbę na HMY Britannia.
14 kwietnia 1992 podano, że księżniczka Anna i Phillips zdecydowali się na rozwód. W 1992, roku określonym przez królową jako jej annus horribilis, swoje separacje ogłosili również dwaj bracia Anny, książę Karol i książę Andrzej. 23 kwietnia ogłoszono rozwód Anny i Marka.
5 grudnia 1992 rodzina królewska podała do wiadomości, że księżniczka zaręczyła się z Timothym Laurence’em. Prywatna uroczystość zaślubin miała miejsce 12 grudnia w Crathie Church w Crathie w Szkocji.
29 grudnia 2010 urodziła się jej pierwsza wnuczka i pierwsza prawnuczka królowej Elżbiety, Savannah Phillips.
2 lipca 2019 w Horsfall House w Minchinhampton zmarła teściowa Anny, Barbara Laurence.
9 kwietnia 2021 zmarł jej ojciec, Filip.
8 września 2022 zmarła jej matka, Królowa Elżbieta II. Tron objął jej brat Karol.

## Genealogia
W linii męskiej należy do królewskiej dynastii Glücksburgów, młodszej linii Oldenburgów; formalnie natomiast jest członkinią dynastii Windsorów.
Po mieczu jest prawnuczką Jerzego I, króla Greków, a przez to praprawnuczką Chrystiana IX, króla Danii, znanego jako „ojciec Europy” lub „teść Europy” ze względu na międzydynastyczne małżeństwa jego dzieci, które skutkowały potomstwem w niemalże wszystkich rodzinach panujących na kontynencie.
Jednym z jej pradziadków (ze strony ojca) był Ludwik Mountbatten, 1. markiz Milford Haven, admirał floty, który poślubił wnuczkę królowej Wiktorii. Mountbatten urodził się jako książę z Battenbergów, ale w 1917 zmienił swoje nazwisko na jego angielskojęzyczną wersję, Mountbatten, aby zatrzeć swoje niemieckie korzenie. W 1947 jego wnuk, książę Filip, przyjął to nazwisko przed swoim ślubem z późniejszą królową Elżbietą II. Obecnie jest to jedno z dwóch nazwisk używanych w razie konieczności przez członków brytyjskiej rodziny królewskiej (wraz z drugim członem, Windsor).
Ze strony matki księżniczka Anna jest potomkinią brytyjskich monarchów, w tym króla Jerzego VI i królowej Wiktorii. Jej ojciec i matka są ze sobą spokrewnieni.

### Przodkowie
| Osoba                       | Rodzice                                      | Dziadkowie                                | Pradziadkowie                                        | Prapradziadkowie                                                                     |
| --------------------------- | -------------------------------------------- | ----------------------------------------- | ---------------------------------------------------- | ------------------------------------------------------------------------------------ |
| Anna, księżniczka królewska | Filip, książę Edynburga                      | Andrzej, książę Grecji i Danii            | Jerzy I, król Hellenów                               | Chrystian IX, książę Szlezwiku-Holsztynu, król Danii oraz książę Saksonii-Lauenburga |
| Anna, księżniczka królewska | Filip, książę Edynburga                      | Andrzej, książę Grecji i Danii            | Jerzy I, król Hellenów                               | Luiza, księżniczka Hesji-Kassel, królowa Danii                                       |
| Anna, księżniczka królewska | Filip, książę Edynburga                      | Andrzej, książę Grecji i Danii            | Olga, królowa Grecji, wielka księżna Rosji           | Konstanty Romanow, wielki książę Rosji                                               |
| Anna, księżniczka królewska | Filip, książę Edynburga                      | Andrzej, książę Grecji i Danii            | Olga, królowa Grecji, wielka księżna Rosji           | Aleksandra z Saksonii-Altenburga                                                     |
| Anna, księżniczka królewska | Filip, książę Edynburga                      | Alicja, księżna Grecji i Danii            | Ludwik Mountbatten, 1. markiz Milford Haven          | Aleksander z Hesji-Darmstadt, książę Hesji i Renu                                    |
| Anna, księżniczka królewska | Filip, książę Edynburga                      | Alicja, księżna Grecji i Danii            | Ludwik Mountbatten, 1. markiz Milford Haven          | Julia Hauke herbu Bosak                                                              |
| Anna, księżniczka królewska | Filip, książę Edynburga                      | Alicja, księżna Grecji i Danii            | Wiktoria, markiza Milford Haven                      | Ludwik IV, wielki książę Hesji                                                       |
| Anna, księżniczka królewska | Filip, książę Edynburga                      | Alicja, księżna Grecji i Danii            | Wiktoria, markiza Milford Haven                      | Alicja Koburg, księżniczka Zjednoczonego Królestwa, wielka księżna Hesji i Renu      |
| Anna, księżniczka królewska | Elżbieta II, królowa Zjednoczonego Królestwa | Jerzy VI, król Zjednoczonego Królestwa    | Jerzy V, król Zjednoczonego Królestwa                | Edward VII, król Zjednoczonego Królestwa                                             |
| Anna, księżniczka królewska | Elżbieta II, królowa Zjednoczonego Królestwa | Jerzy VI, król Zjednoczonego Królestwa    | Jerzy V, król Zjednoczonego Królestwa                | Aleksandra Duńska, księżniczka Danii i królowa Zjednoczonego Królestwa               |
| Anna, księżniczka królewska | Elżbieta II, królowa Zjednoczonego Królestwa | Jerzy VI, król Zjednoczonego Królestwa    | Maria, królowa Zjednoczonego Królestwa               | Franciszek Teck, hrabia von Hohenstein, później książę von Teck                      |
| Anna, księżniczka królewska | Elżbieta II, królowa Zjednoczonego Królestwa | Jerzy VI, król Zjednoczonego Królestwa    | Maria, królowa Zjednoczonego Królestwa               | Maria Adelajda Hanowerska, księżniczka Cambridge, księżna Teck                       |
| Anna, księżniczka królewska | Elżbieta II, królowa Zjednoczonego Królestwa | Elżbieta, królowa Zjednoczonego Królestwa | Claude Bowes-Lyon, 14. hrabia Strathmore i Kinghorne | Claude Bowes-Lyon, 13. hrabia Strathmore i Kinghorne                                 |
| Anna, księżniczka królewska | Elżbieta II, królowa Zjednoczonego Królestwa | Elżbieta, królowa Zjednoczonego Królestwa | Claude Bowes-Lyon, 14. hrabia Strathmore i Kinghorne | Frances Bowes-Lyon                                                                   |
| Anna, księżniczka królewska | Elżbieta II, królowa Zjednoczonego Królestwa | Elżbieta, królowa Zjednoczonego Królestwa | Cecilia Bowes-Lyon, hrabina Strathmore i Kinghorne   | Charles Cavendish-Bentinck                                                           |
| Anna, księżniczka królewska | Elżbieta II, królowa Zjednoczonego Królestwa | Elżbieta, królowa Zjednoczonego Królestwa | Cecilia Bowes-Lyon, hrabina Strathmore i Kinghorne   | Louisa Cavendish-Bentinck                                                            |

### Potomkowie
| Dzieci                 | Wnuki                     |
| Peter Phillips (1977–) | Savannah Phillips (2010-) |
| Peter Phillips (1977–) | Isla Phillips (2012-)     |
| Zara Tindall (1981-)   | Mia Tindall (2014-)       |
| Zara Tindall (1981-)   | Lena Tindall (2018-)      |
| Zara Tindall (1981-)   | Lucas Tindall (2021-)     |

## Tytuły
| Od                | Do                | Tytuł |
| ----------------- | ----------------- | --- |
| 15 sierpnia 1950  | 6 lutego 1952     | Jej Królewska Wysokość Księżniczka Zjednoczonego Królestwa Wielkiej Brytanii i Irlandii Północnej Anna Elżbieta Alicja Ludwika z Edynburga |
| 6 lutego 1952     | 14 listopada 1973 | Jej Królewska Wysokość Księżniczka Anna |
| 14 listopada 1973 | 1987              | Jej Królewska Wysokość Księżniczka Anna, Pani Mark Phillips                                                                                |
| 1987              | nadal             | Jej Królewska Wysokość Księżniczka Anna, Księżniczka Królewska                                                                             |

## Odznaczenia
Lista odznaczeń przyznanych księżniczce Annie:
| Data | Państwo           | Osoba przyznająca | Odznaczenie                                                               |
| 1969 | Austria           | Franz Jonas       | Wielka Złota Odznaka Honorowa na Wstędze za Zasługi dla Republiki Austrii |
| 1969 | Finlandia         | Urho Kekkonen     | Krzyż Wielki Orderu Białej Róży                                           |
| 1953 | Wielka Brytania   | Elżbieta II       | Medal Koronacji Elżbiety II                                               |
| 1969 | Wielka Brytania   | Elżbieta II       | Order Domu Panującego królowej Elżbiety II                                |
| 1972 | Holandia          | królowa Juliana   | Krzyż Wielki Orderu Domowego Orańskiego Korony                            |
| 1972 | Jugosławia        |                   | Order Flagi Jugosłowiańskiej I klasy                                      |
| 1972 | Japonia           |                   | Wielka Wstęga Orderu Skarbu Korony                                        |
| 1972 | Luksemburg        | wielki książę Jan | Krzyż Wielki Orderu Korony Dębowej                                        |
| 1977 | Wielka Brytania   | Elżbieta II       | Medal Srebrnego Jubileuszu królowej Elżbiety II                           |
| 1974 | Wielka Brytania   | Elżbieta II       | Wielki Mistrz i Dama Krzyża Wielkiego Królewskiego Orderu Wiktoriańskiego |
| 1982 | Kanada            |                   | Canadian Forces Decoration                                                |
| 1988 | Jerozolima        |                   | Krzyż Wielki Orderu Szpitala św. Jana Jerozolimskiego                     |
| 1990 | Nowa Zelandia     |                   | Queen’s Service Order                                                     |
| 1994 | Wielka Brytania   | Elżbieta II       | Order Podwiązki                                                           |
| 2000 | Wielka Brytania   | Elżbieta II       | Dama Orderu Ostu                                                          |
| 2002 | Wielka Brytania   | Elżbieta II       | Medal Złotego Jubileuszu królowej Elżbiety II                             |
| 2005 | Kanada            |                   | Medal Pamiątkowy 100-lecia Saskatchewanu                                  |
| 2006 | Polska            | Kapituła Orderu   | Order Uśmiechu                                                            |
| 2012 | Wielka Brytania   | Elżbieta II       | Medal Diamentowego Jubileuszu królowej Elżbiety II                        |
|      | Trynidad i Tobago |                   | Krzyż Wielki Świętej Trójcy                                               |
|      | Papua-Nowa Gwinea |                   | Królewski Wódz Orderu Logohu                                              |
| 2017 | Hiszpania         | król Filip VI     | Order Izabeli Katolickiej                                                 |
| 2017 | Madagaskar        |                   | Wielki Krzyż 2. Klasy Narodowego Orderu Madagaskaru                       |

### Tytuły uniwersyteckie
Lista honorowych tytułów przyznanych księżniczce Annie przez władze uniwersyteckie:
| Data | Uniwersytet                            | Tytuł       |
| 1981 | Uniwersytet Londyński                  | kanclerz    |
| 2004 | Uniwersytet Reginy                     | doktor praw |
| 2010 | Pamiątkowy Uniwersytet Nowofundlandzki | doktor praw |
| 2011 | Uniwersytet Edynburski                 | kanclerz    |
| 2011 | Uniwersytet Cranfield                  | doktor nauk |
| 2012 | Uniwersytet Highlands and Islands      | kanclerz    |
| 2013 | Uniwersytet Harper Adams               | kanclerz    |
| 2020 | Uniwersytet Aberdeen                   | doktor praw |